# Jupalnic
Jupalnic a fost un sat din Banat, dispărut sub apele lacului de acumulare Porțile de Fier.  Populația a fost strămutată pe un nou amplasament, incluzând terasele Dunării și ale Cernei și versantul de sud al Munților Almăj, unde s-a construit Orșova Nouă (1966 -1971), oraș care a înglobat și satele Jupalnic, Tufari și Coramnic.

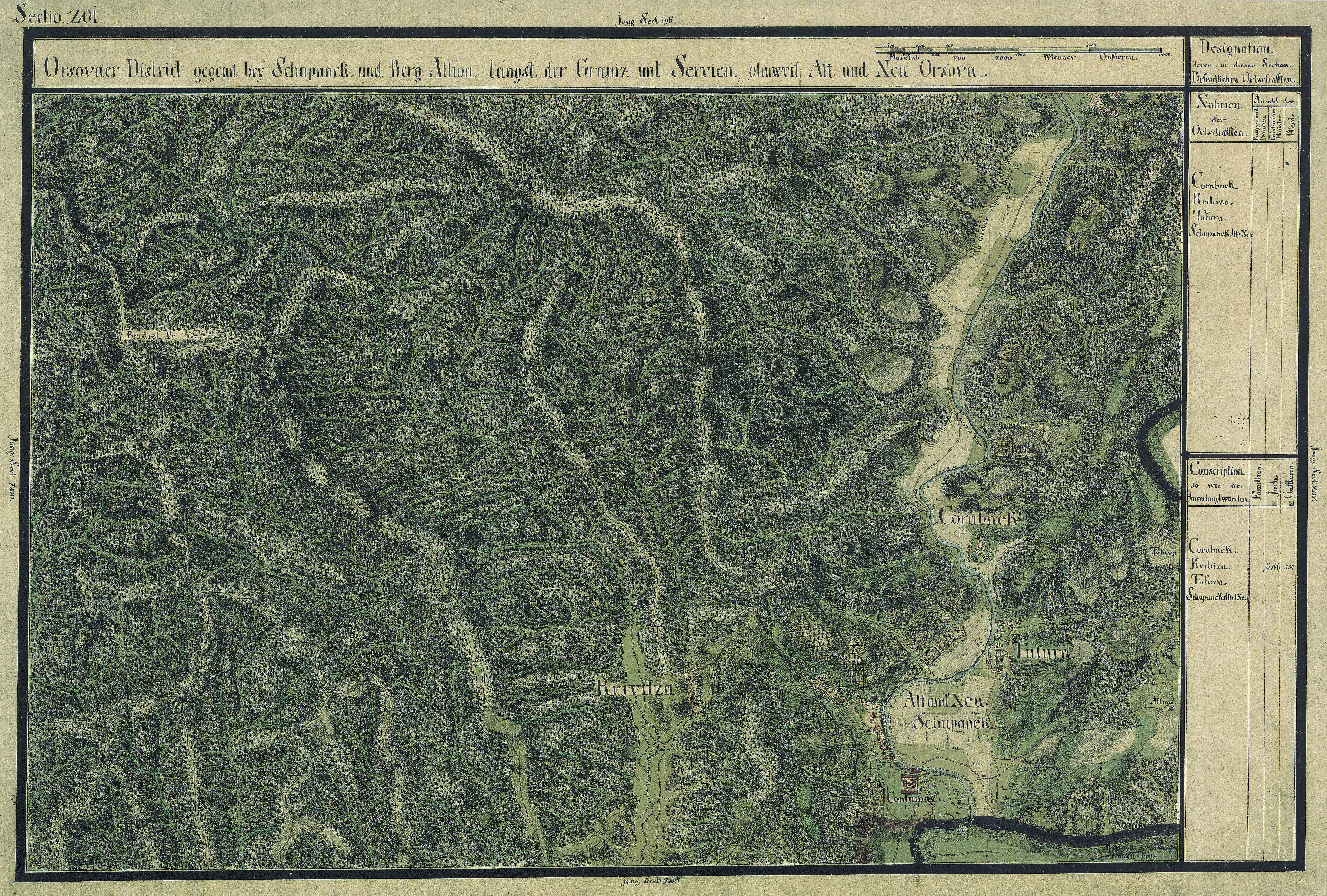
Jupalnic în Harta Iosefină a Banatului, 1769-72